# 沈木珠
沈木珠（1955年4月—），女，广东潮汕人，中国法学家，主要研究国际经济法、WTO法和海商法。她是南京财经大学法学院院长、国际经济法研究所所长、法学教授、学科带头人，1995年当选首届全国十大杰出青年法学家，是教育部高等学校法学学科教学指导委员会委员。

## 简历
1978年毕业中山大学英语本科专业，后任职于国际旅行社从事翻译工作；1983年6月任教于深圳大学外语系，1984年初转入深大法律系。1984年起先后在中国政法大学、中山大学进修法律专业，后取得上海社科院法学硕士学位。1990年担任深大法律系主任助理，1992年担任系副主任，曾兼任中国国际私法学会理事、广州和深圳仲裁委员会仲裁员。1999年4月调入中南政法学院任国际法研究中心主任。